# En Dags simpelt Fængsel
En Dags simpelt Fængsel er en dansk stumfilm produceret af Nordisk Films Kompagni og instrueret af Eduard Schnedler-Sørensen efter manuskript af Alfred Kjerulf.
Filmen blev distribueret i Storbritannien som A Heavy Sentence.

## Handling
Denne artikel mangler et handlingsreferat. Hjælp os med at skrive det.